# Altgemeinde Espelkamp
Altgemeinde Espelkamp ist eine Ortschaft der ostwestfälischen Stadt Espelkamp in Nordrhein-Westfalen. Sie hat etwa 1000 Einwohner und liegt im Norden der Stadt Espelkamp.
Die Altgemeinde Espelkamp umfasst alle Bereiche der Stadt Espelkamp, wie sie vor dem 1. Januar 1973 bestand und die nicht zum Bereich Espelkamp Zentrum (ehemals Mittwald) gezählt werden. Im Gegensatz zu Espelkamp Zentrum umfasst die Altgemeinde Espelkamp die eher ländlich geprägten Bereiche der alten Stadt Espelkamp.

## Geschichte
Am 1. April 1910 wurde Espelkamp aus Großendorf ausgegliedert und eine selbstständige Gemeinde im Amt Rahden. Der Ortsteil Espelkamp-Mittwald entwickelte sich zügig auf den Resten einer Heeresmunitionsanstalt. Als 1959 die Gemeinde Espelkamp das Stadtrecht erhielt, bürgerte sich für das Gebiet Espelkamps außerhalb von Mittwald der Begriff Alt-Espelkamp oder Dorf-Espelkamp ein. Weiterhin bildete aber das Dorf Espelkamp mit Espelkamp-Mittwald gemeinsam die Stadt Espelkamp im Amt Rahden. Mit 3.756 gegen 234 Stimmen entschied sich die Bevölkerung Espelkamps 1960 gegen eine Trennung Alt-Espelkamps von der Stadt Espelkamp. 1966 wurde Espelkamp amtsfrei und im Zuge der Gebietsreform am 1. Januar 1973 deutlich vergrößert. Alt-Espelkamp bildet seitdem unter der Bezeichnung Altgemeinde Espelkamp eine Ortschaft der Stadt Espelkamp.